# Ремзі Траквайр
Ремзі Гітлі Траквайр (англ. Ramsay Heatley Traquair; 30 липня 1840 — 22 листопада 1912) — шотландський лікар, натураліст і палеонтолог. Свого часу був провідним фахівцем з викопних риб. Траквайр був професором зоології в Королівському коледжі в Дубліні в 1867—1873 роках і директором Музею природної історії в Единбурзі у 1873—1906 роках. За заслуги його нагородили медаллю Лаєлла у 1901 році та Королівською медаллю у 1907 році.